# Nu Horologii
Désignations
Nu Horologii (en abrégé ν Her) est une étoile de la constellation australe de l'Horloge. Elle est visible à l'œil nu avec une magnitude apparente de 5,25 et elle a été cataloguée pour la première fois par l'explorateur néerlandais Frederick de Houtman en 1603. D'après la mesure de sa parallaxe annuelle par le satellite Gaia, l'étoile est distante d'environ ∼ 169 a.l. (∼ 51,8 pc) de la Terre. Elle s'en éloigne à une vitesse radiale héliocentrique de +15 km/s.

## Propriétés
Nu Horologii est une étoile blanche de la séquence principale de type spectral A2 V, qui génère son énergie par la fusion de l'hydrogène dans son noyau. L'étoile est plus grande et plus chaude que le Soleil, sa masse valant 190 % la masse du Soleil et son rayon 188 % le rayon solaire. Elle est 16,7 fois plus lumineuse que le Soleil et sa température de surface est de 8 308 K. C'est une jeune étoile dont l'âge est estimé à 540 millions d'années, et elle tourne rapidement sur elle-même, à une vitesse de rotation projetée de 144 km/s.

## Disque de débris
En date de 2015, aucun compagnon dont la masse descend jusqu'au domaine des naines brunes n'a été découvert orbitant dans un rayon de 150 ua de Nu Horologii. Cependant, l'étoile émet un excès d'infrarouge qui suggère qu'il existe un disque de débris en orbite. La température moyenne de ce disque est de 56 K et il apparaît posséder en fait deux composantes : un disque intérieur qui orbite à une distance de 96+9
 −37 ua, et un disque extérieur situé à une distance de 410+24
 −96 ua de l'étoile. La masse estimée des deux disques est de (1,3 ± 0,7) × 10−3 masse terrestre. Ils pourraient être vus par la tranche, ce qui limite la quantité de détails discernable.
Sur la base de leurs mouvements respectifs dans l'espace, Nu Horologii a connu une rencontre rapprochée avec l'étoile Alpha Fornacis il y a 351 200 ans. Les deux étoiles se sont rapprochées à seulement 0,081+0,625 0
 −0,048 8 pc l'une de l'autre, ce qui est suffisant pour perturber leurs nuages de Oort respectifs (et hypothétiques). Cette interaction pourrait avoir potentiellement produit des asymétries dans les disques de débris de Nu Horologii, et pourrait provoquer des pluies de comètes augmentant la quantité de poussières contenue à l'intérieur. Cependant, il est peu probable que cette rencontre soit à l'origine des disques eux-mêmes.